# György Károlyi
Dans le nom hongrois Károlyi György, le nom de famille précède le prénom, mais cet article utilise l’ordre habituel en français György Károlyi, où le prénom précède le nom.
Pour les articles homonymes, voir Károlyi.
György Károlyi, né le 2 novembre 1946 à Budapest, est un diplomate franco-hongrois. Il est ambassadeur de Hongrie en France du 29 janvier 2015 au 4 mars 2021 et ambassadeur de Hongrie à Monaco du 3 novembre 2016 au 4 mars 2021.

## Biographie
Membre de la famille Károlyi, György Károlyi est le fils du comte István Károlyi (1929, Fehérvárcsurgó - 2009, Paris) et de la couturière et créatrice de la première ligne de prêt-à-porter de Hermès, Catherine de Károlyi (1919-2006), fille du peintre Tibor Pólya (hu) et mère, par un autre mariage, du cinéaste Olivier Assayas et du journaliste Michka Assayas. 
Son père était le neveu du comte Mihály Károlyi, homme politique hongrois. Arrivé avec sa mère à Paris, en 1948, à l'âge de deux ans, il passe toute sa jeunesse puis fait carrière en France, et a donc peu vécu en Hongrie. Georges Károlyi est marié et père de quatre enfants.

### Formation et carrière professionnelle
György Károlyi est diplômé de l’Institut d’études politiques de Paris (section Service public ; 1968) et titulaire d'un diplôme d'études supérieures de Droit public de la Faculté de droit de Paris (1969).
Il intègre la Société nationale industrielle aérospatiale en 1971, en tant qu'attaché à la direction commerciale dans le service des contrats de vente de l’avion Concorde. De 1974 à 1978, il travaille au sein de la chambre de commerce et d'industrie de Paris, où il occupe le poste de chef de cabinet du directeur général puis de chargé d’études et de recherche à la direction des études. De 1978 à 2005, il a exercé diverses fonctions au siège parisien de la société Fiat: chargé de mission à la Direction des relations extérieures, chef du service des études économiques et du contrôle de la gestion financière à la Direction financière, assistant du PDG puis directeur du contrôle de gestion de la société.
Nommé ambassadeur de Hongrie en France, György Károlyi a déposé ses lettres de créance au président de la République française, François Hollande, le 29 janvier 2015. 
Il intervient régulièrement dans les médias français pour expliquer la position de la Hongrie dans le contexte de la crise migratoire en Europe. Il a notamment publié une tribune dans Le Figaro, intitulée « Crise des migrants : assez de diffamation envers la Hongrie ! » (15 septembre 2015), dans laquelle il déclare que « la Hongrie exécute à la lettre les obligations que lui impose son appartenance à l'Union et à l'espace Schengen. »  
Au sujet des critiques relatives au gouvernement hongrois dirigé par Viktor Orbán, György Károlyi a également signé une tribune publiée sur Mediapart, intitulée: « La Hongrie et les illusions d’optique » (28 mai 2015). Il y démontre que « la Hongrie, comme tous les pays d’Europe et du monde, pratique aujourd’hui une "diplomatie d’opportunité". »
Le 12 avril 2018, il signe une tribune dans Le Figaro, intitulée: « «Démocratie illibérale» : ce que Viktor Orbán a voulu dire. »  
Le 22 juin 2018, il est l'invité de la matinale de Jean-Jacques Bourdin sur RMC, à la suite de l'annonce de la non-participation des pays du groupe de Visegrád au Sommet européen des 28 et 29 juin sur la migration. À cette occasion, György Károlyi déclare « Nous préférons que les migrants ne passent par aucune frontière et qu’ils restent chez eux où ils ont le droit de trouver leur bonheur » et rappelle que la "création de hotspots extérieurs" était "une idée hongroise".
Le 15 octobre 2015, György Károlyi est auditionné par la Commission des affaires européennes du Sénat au sujet de la crise migratoire.
Le 3 novembre 2016, il dépose ses lettres de créance au prince Albert II de Monaco.

### Autres activités
De 1994 à 2013, György Károlyi est fondateur et animateur, avec son épouse Angelica, de la fondation Joszef Károlyi, organisme à but non lucratif de droit hongrois visant à promouvoir l’ouverture européenne de la Hongrie et à assurer la restauration et la reconversion en un Centre culturel de rencontres à vocation européenne de l’ancienne propriété familiale à Fehérvárcsurgó en Hongrie. Depuis sa création, la Fondation œuvre en faveur des objectifs ci-dessus, en s’efforçant d’intervenir sur des sujets de pertinence européenne susceptibles de contribuer à une meilleure connaissance réciproque de la Hongrie et des autres pays d’Europe, au travers de manifestations scientifiques et culturelles internationales appuyées sur une collaboration systématique avec les représentations diplomatiques et les instituts culturels des pays de l’Union européenne présents en Hongrie, notamment de la France, comme partenaire privilégié.
Le 21 mai 2016, György Károlyi était présent à la grande procession organisée au départ de l'église Sainte-Élisabeth-de-Hongrie pour les 1 700 ans de la naissance de saint Martin.
Par ailleurs, il est membre de l’association hongroise de la commanderie hongroise de Saint-Jean depuis 1986.
En 2020, il est à l'initiative de la publication en français des mémoires de son grand-père Joszef Károlyi (De Budapest à Madère, éditions Lacurne), lequel avait vécu la chute de la monarchie austro-hongroise aux côtés du dernier empereur, Charles.

## Distinctions honorifiques
- Chevalier de l'ordre national du Mérite (France)
- Officier de l'ordre du Mérite (Hongrie)
- Chevalier de l'ordre de la Toison d'or